# Sextans B
Sextans B ist eine irreguläre Zwerggalaxie vom Typ Ir IV-V im Sternbild Sextans.
Zusammen mit der Zwerggalaxie Sextans A bildet sie ein Paar am äußeren Rand der Lokalen Gruppe. Die Galaxie zeigt auch Anzeichen einer gravitativen Bindung an die NGC-3109-Untergruppe.

## Eigenschaften

### Größen
Sextans B befindet sich in einer Entfernung von etwa 1360 kpc zu unserem Sonnensystem und entfernt sich von unserer Sonne mit einer Geschwindigkeit von etwa 301 km/s. Sie gehört damit zu den am weitesten entfernten Galaxien der Lokalen Gruppe.

### Zusammensetzung
Die Zwerggalaxie besitzt eine einheitliche Sternpopulation, ihr interstellares Medium ist jedoch relativ inhomogen.
Die Masse von Sextans B wird zu etwa 2 × 108 M⊙ abgeschätzt, mit einem Anteil von 5,5 × 107 M⊙ an atomarem Wasserstoff.

### Sternentstehung
Die Sternentstehung der Galaxie zeigt unterschiedliche Perioden mit geringer Aktivität, unterbrochen durch Zeiten ohne jegliche Aktivität.
Die Existenz von variablen Cepheiden-Sternen in Sextans B weist jedoch auch auf aktuelle, wenn auch nur geringe, Sternentstehung hin.

### Metallizität
Die Metallizität von Sextans B ist relativ gering. Bisher konnten fünf Planetarische Nebel in der Zwerggalaxie identifiziert werden. Sie gehört damit zu den kleinsten Galaxien, in denen diese bisher beobachtet werden konnten. Aufgrund der Entfernung von Sextans B erscheinen sie als Punktquellen, können jedoch aufgrund ihrer spektralen Emissionslinien identifiziert werden. Es konnte dieser Zwerggalaxie auch ein massiver Kugelsternhaufen zugeordnet werden.